# Tendai Musoni
Tendai Musoni là một nữ diễn viên người Zimbabwe.

## Đời sống
Công việc diễn xuất đầu tiên của Tendai Musoni là trong một bộ phim truyền hình của đài phát thanh Zimbabwe năm 2003-4, Mopani Junction, mà cô đã giành giải thưởng Merit cho Nữ diễn viên phụ xuất sắc nhất. Diễn xuất của cô trong Tanyaradzwa (2005) đã giành cho cô giải Nữ diễn viên xuất sắc nhất tại Giải thưởng Học viện Điện ảnh Châu Phi 2006. Cô cũng đã diễn xuất trong nhà hát trực tiếp, xuất hiện trong Intimate Affairs, một vở kịch của Stephen Chifunyise và Alone But Together, do Walter Muparutsa đạo diễn.
Musoni kết hôn với diễn viên hài và đạo diễn phim Anopa Makaka và sống ở London với hai đứa con của họ. Makaka đột ngột qua đời vào năm 2017.

## Đóng phim
- Tanyaradzwa, đạo diễn. Tawanda Gunda Mupengo, 2005
- Playing Warriors, dir. Rumbi Katedza